# الکساندر پاولویچ یاکوونکو
الکساندر پاولویچ یاکوونکو (اوکراینی: Олександр Павлович Яковенко؛ زادهٔ ۲۳ ژوئن ۱۹۸۷) بازیکن فوتبال اهل اوکراین است.
از باشگاه‌هایی که در آن بازی کرده‌است می‌توان به باشگاه فوتبال ادو دن هاخ، باشگاه فوتبال فیورنتینا، باشگاه فوتبال متالیست خارکوف، باشگاه فوتبال خنک، باشگاه فوتبال اود-هورلی لوون، باشگاه فوتبال اندرلشت، باشگاه فوتبال دینامو کی‌یف، باشگاه فوتبال مالاگا، و باشگاه فوتبال لیرسه اشاره کرد.
وی همچنین در تیم‌های ملی فوتبال Ukraine national under-16 football team, Ukraine national under-17 football team, Ukraine national under-18 football team, Ukraine national under-19 football team، زیر ۲۱ سال اوکراین، و اوکراین بازی کرده‌است.